# 김응국
김응국(金應國, 1966년 1월 14일 ~ )은 전 KBO 리그 롯데 자이언츠의 외야수이자, KBO 리그 전 한화 이글스의 타격코치이다.

## 선수 시절
청원정보산업고등학교에서 야구부 활동을 할 때 포지션은 투수였다. 그러나 1984년 고려대학교 체육교육학과(1984학번)에 진학한 뒤 어깨 부상을 당하면서 투수로서의 빛을 잃어 갔다. 1988년 고려대학교 체육교육학과(1984학번)를 졸업하고 롯데 자이언츠의 2차 2순위 지명을 받아 투수로 입단하였다. 1988년 시즌에는 좌완급 투수로 뛰었지만, 다음 해인 1989년 시즌 중 이성득 코치의 권유로 타자로 전향하였다. 이후 타자로서 좌타자로 프로 무대에 성공적으로 적응하였으며 내야 2루타를 치기도 했다. 10여 년 동안 롯데 자이언츠에서 선수 생활을 하다 은퇴하였다.

## 야구선수 은퇴 후
은퇴 후 현대 유니콘스, 넥센 히어로즈의 타격코치를 역임한 후 자신이 프로 생활을 한 부산으로 다시 돌아와 부산고등학교 및 김해고등학교의 코치를 맡았는데 현대 유니콘스 해체 후  이 선수들을 주축으로 하여 2008년 창단된 한편 본인(김응국)의 고향 서울을 연고로 한 넥센 히어로즈에서 2009년까지 타격코치를 역임하기도 했다.
다. 2013년 롯데 자이언츠 주루·외야수비 코치로 돌아왔다.
그리고 2015년 10월 16일 한화 이글스의 타격 코치로 영입되었다.

## 출신 학교
- 서울전곡초등학교
- 동대문중학교
- 동대문상업고등학교
- 고려대학교 체육교육학과 1984학번

## 수상
- 1991년 올스타전 MVP
- 외야수 부문 골든글러브 (1992년, 1996년)
- 1996년 사이클링 히트

## 특이사항
- 역대 10번째 단독 홈 스틸 (1991년 6월 20일 마산 쌍방울전)
- 한국 프로야구 사상 최초 내추럴 사이클링 히트. (1996년 4월 14일 사직 한화전) 이는 안타, 2루타, 3루타, 홈런을 순서대로 기록한 것이다.
- 통산 인사이드 더 파크 홈런 1위 (총 3개)

## 주요 기록
| 기록     | 날짜        | 소속 | 구장 | 상대팀 | 상대 투수 | 경기수 | 타석수 | 달성 당시 나이 | 기타        | 각주 |
| -------- | ----------- | ---- | ---- | ------ | --------- | ------ | ------ | -------------- | ----------- | ---- |
| 1000안타 | 1999. 4. 21 | 롯데 | 인천 | 현대   |           | 966    | 3874   | 33세 3개월 7일 | 역대 16번째 |      |

## 통산 기록

### 투수 기록
| 연도      | 소속      | 평균자책 | 경기 | 승 | 패 | 세 | 이닝 | 피안타 | 피홈런 | 4사구 | 탈삼진 | 실점 | 자책점 | 기타 |
| --------- | --------- | -------- | ---- | -- | -- | -- | ---- | ------ | ------ | ----- | ------ | ---- | ------ | ---- |
| 1988      | 롯데      | 5.03     | 8    | 0  | 0  | 0  | 19⅔  | 24     | 1      | 15    | 6      | 11   | 11     |      |
| 1989      | 롯데      | 6.75     | 6    | 0  | 0  | 0  | 2⅔   | 4      | 1      | 1     | 0      | 2    | 2      |      |
| 통산 성적 | 통산 성적 | 5.24     | 14   | 0  | 0  | 0  | 22⅓  | 28     | 2      | 16    | 6      | 13   | 13     |      |

### 타격 기록
| 연도 | 소속   | 타율  | 경기 | 타수 | 안타 | 2루타 | 3루타 | 홈런 | 타점 | 득점 | 도루 | 4사구 | 삼진 | 병살타 | 희생타 | 장타율 | 비고                                 |
| ---- | ------ | ----- | ---- | ---- | ---- | ----- | ----- | ---- | ---- | ---- | ---- | ----- | ---- | ------ | ------ | ------ | ------------------------------------ |
| 1989 | 롯데   | 0.483 | 10   | 29   | 14   | 0     | 0     | 1    | 3    | 5    | 2    | 1     | 2    | 0      | 0      | 0.586  |                                      |
| 1990 | 롯데   | 0.292 | 108  | 377  | 110  | 20    | 4     | 7    | 47   | 53   | 21   | 49    | 41   | 9      | 7      | 0.422  |                                      |
| 1991 | 롯데   | 0.300 | 121  | 436  | 131  | 17    | 8     | 9    | 51   | 77   | 25   | 64    | 47   | 5      | 4      | 0.438  | 올스타전 MVP                         |
| 1992 | 롯데   | 0.319 | 119  | 401  | 128  | 20    | 12    | 10   | 79   | 76   | 29   | 63    | 50   | 6      | 22     | 0.504  | 외야수 골든글러브                    |
| 1993 | 롯데   | 0.285 | 108  | 369  | 105  | 26    | 3     | 3    | 48   | 49   | 12   | 40    | 44   | 7      | 11     | 0.396  |                                      |
| 1994 | 롯데   | 0.323 | 100  | 350  | 113  | 24    | 4     | 8    | 55   | 63   | 20   | 48    | 45   | 7      | 9      | 0.483  |                                      |
| 1995 | 롯데   | 0.299 | 104  | 364  | 109  | 14    | 4     | 8    | 61   | 58   | 31   | 62    | 45   | 7      | 9      | 0.426  |                                      |
| 1996 | 롯데   | 0.321 | 126  | 446  | 143  | 22    | 6     | 9    | 64   | 62   | 26   | 67    | 61   | 11     | 5      | 0.457  | 외야수 골든글러브, 사이클링 안타     |
| 1997 | 롯데   | 0.250 | 62   | 204  | 51   | 17    | 3     | 2    | 22   | 26   | 2    | 29    | 47   | 4      | 2      | 0.392  |                                      |
| 1998 | 롯데   | 0.266 | 94   | 305  | 81   | 11    | 2     | 4    | 36   | 32   | 2    | 35    | 46   | 2      | 2      | 0.354  |                                      |
| 1999 | 롯데   | 0.293 | 125  | 481  | 141  | 27    | 7     | 8    | 60   | 98   | 12   | 63    | 81   | 6      | 11     | 0.428  |                                      |
| 2000 | 롯데   | 0.277 | 107  | 401  | 111  | 15    | 3     | 6    | 45   | 57   | 9    | 36    | 78   | 7      | 2      | 0.374  |                                      |
| 2001 | 롯데   | 0.277 | 89   | 274  | 76   | 10    | 1     | 4    | 33   | 35   | 2    | 23    | 44   | 7      | 3      | 0.365  |                                      |
| 2002 | 롯데   | 0.284 | 116  | 373  | 106  | 15    | 3     | 3    | 49   | 35   | 12   | 36    | 58   | 8      | 3      | 0.365  |                                      |
| 2003 | 롯데   | 0.236 | 51   | 140  | 33   | 5     | 1     | 4    | 14   | 18   | 2    | 14    | 22   | 6      | 2      | 0.371  |                                      |
| 통산 | 15시즌 | 0.293 | 1440 | 4950 | 1452 | 243   | 61    | 86   | 667  | 744  | 207  | 630   | 711  | 92     | 92     | 0.419  | 역대 최다 인사이드 더 파크 홈런(3회) |